# The Report
The Report (bra: O Relatório) é um filme de drama norte-americano de 2019 escrito e dirigido por Scott Z. Burns. Estrelado por Adam Driver, Annette Bening, Ted Levine, Michael C. Hall, Tim Blake Nelson, Corey Stoll, Maura Tierney e Jon Hamm, conta a história de Daniel Jones e do Comitê de Inteligência do Senado dos Estados Unidos na investigação do uso de tortura pela Central Intelligence Agency (CIA) após os ataques de 11 de setembro de 2001.
O filme estreou no Festival de Cinema de Sundance em 26 de janeiro de 2019, e foi lançado nos cinemas dos Estados Unidos em 15 de novembro de 2019, e no Prime Video em 29 de novembro de 2019, por intermédio da Amazon Studios.

## Elenco
- Adam Driver como Daniel Jones
- Annette Bening como Dianne Feinstein
- Jon Hamm como Denis McDonough
- Jennifer Morrison como Caroline Krass
- Tim Blake Nelson como Raymond Nathan
- Ben McKenzie como Scrubbed CIA Officer
- Jake Silbermann como Yoked up CIA Officer
- Matthew Rhys como New York Times Reporter
- Ted Levine como John Brennan
- Michael C. Hall como Thomas Eastman
- Maura Tierney como Bernadette
- Sarah Goldberg como April
- Lucas Dixon as Julian
- Dominic Fumusa como George Tenet
- Noah Bean como Martin Heinrich
- Douglas Hodge como James Elmer Mitchell
- Corey Stoll como Cyrus Clifford
- T. Ryder Smith como Bruce Jessen
- Fajer Al-Kaisi como Ali Soufan
- Linda Powell como Marcy Morris
- John Rothman como Sheldon Whitehouse
- Joanne Tucker como Gretchen
- Ian Blackman como Cofer Black
- Zuhdi Boueri como Abu Zubaydah
- Carlos Gomez como Jose Rodriguez
- Ratnesh Dubey as Khalid Sheikh Mohammed
- Scott Shepherd como Mark Udall
- Kate Beahan como Candace Ames
- James Hindman como Inspector General Buckley
- Austin Michael Young como Agent Miller
- Joseph Siravo como John Rizzo

## Recepção crítica
No agregador de avaliações Rotten Tomatoes, The Report conta com aprovação de 82%, baseada em 190 críticas, e uma média de 7,21/10. No Metacritic, o filme tem uma nota de 66 de 100 pontos, baseada em 33 críticas que indicam "avaliações favoráveis".